# Brun mantella
Brun mantella (Mantella betsileo) är en groda som tillhör familjen Mantellidae och finns på Madagaskar. 

## Utseende
Den bruna mantillan är gulaktig, ljusbrun eller rödaktig på ryggsidan, vanligen med rombformade tecken. Sidor och buksida är svarta, buken och strupen dessutom med blå fläckar. Grodan har en ljus strimma längs överläppen fram till nosspetsen. Gränsen mellan den ljusare ovansidan och den mörka undre delen är mycket distinkt. Den gul/brun/röda färgen på ryggsidan kan ibland återfinnas även på fötterna. Den är mycket lik den nära släktingen Mantella ebenaui.
Grodan är liten, med en längd mellan 1,8 och 2,1 cm för hanar, 1,9 till 2,6 cm för honor.

## Utbredning
Grodan finns allmänt på västra, sydvästra och, i ett mindre område, på östra Madagaskar.

## Vanor
Den bruna mantellan lever på land från havsytans nivå till 900 m. Den återfinns i flera olika biotoper, som torra skogar, savanner och på öppna fält. Grodan har ingen speciell aktivitetsperiod, utan aktiva individer kan påträffas dygnet runt. Den har liknande parningsbeteende som andra mantellor, och lägger sina ägg (omkring 35) på land nära temporära eller permanenta vattensamlingar (eller undantagsvis bäckar) där de nykläckta grodynglen hamnar.
Som alla mantellor har den bruna mantellan flera giftiga alkaloider i sitt hudsekret, något som man antar härrör från dess diet på giftiga insekter, bland annat olika arter av nyckelpigor.

## Status
Den bruna mantellan är klassificerad som livskraftig ("LC") av IUCN och populastionen är stabil. Kraftig betning av kreatur, gräsbränder och insamling som sällskapsdjur kan ha en viss påverkan på populationen, men ingendera uppfattas som något allvarligt hot.